# Furna Ruim
A Furna Ruim é uma gruta portuguesa localizada na parte Oeste da ilha, freguesia do Capelo, concelho da Horta, na ilha do Faial, arquipélago dos Açores.
Esta cavidade apresenta uma geomorfologia de origem vulcânico tendo cerca de 55 m. de profundidade e encontra-se abrangida pela Rede Natura 2000.

## Espécies observáveis
- Conoppia palmicincta
- Euzetes globula
- Galumna rasilis
- Galumna sp. (sp. nov.)
- Phthiracarus piger
- Xenillus discrepans azorensis
- Lepthyphantes acoreensis
- Rugathodes acoreensis
- Rugathodes pico
- Lithobius obscurus azoreae
- Lithobius pilicornis
- Orchestia chevreuxi
- Aloconota sulcifrons
- Dicyrtomina minuta
- Pseudosinella ashmoleorum
- Lepidocyrtus curvicollis
- Ceratophysella denticulata
- Ceratophysella gibbosa
- Xenylla maritima
- Folsomia candida
- Isotoma maritima meridionalis
- Onychiurus insubrarius
- Sminthurinus niger